# ニゴレ古墳
ニゴレ古墳（ニゴレこふん）は、京都府京丹後市弥栄町鳥取にある古墳。形状は不整形墳。史跡指定はされていない。

## 概要
京都府北部、竹野川中流域西岸、竹野川支流の鳥取川流域の低丘陵端（標高約40メートル）に築造された古墳である。1958年（昭和33年）に旧弥栄町教育委員会・京都大学による発掘調査が実施されている。
墳形は不整形で、墳丘長20メートル・高さ3-4メートルを測る。墳丘外表で段築・葺石は認められないが、北側の丘陵切り離し溝部では東西方向の円筒埴輪列（朝顔形埴輪含む）が出土している。また墳頂部は南北約10メートル・東西約6メートルの平坦面を呈し、付近から形象埴輪（家形6・甲冑形1・船形1・椅子形1）が出土している。埋葬施設は墳頂部中央における舟形木棺の直葬である。墓壙は2段で、主軸を東西方向として、中央に木棺を据える。遺骸は東枕で、頭位から完形の鉄製甲冑、左側から刀剣、足位から鉄鏃束がそれぞれ副葬品として出土している。
築造時期は、古墳時代中期の5世紀中葉頃と推定される。丹後半島では甲冑が出土した数少ない古墳の1つであるとともに、一帯は竹野川流域（弥栄町）から離湖（網野町）へ抜ける交通路上であり、海上交通を示唆する準構造船を模した船形埴輪の出土の点でも注目される古墳になる。

## 出土品

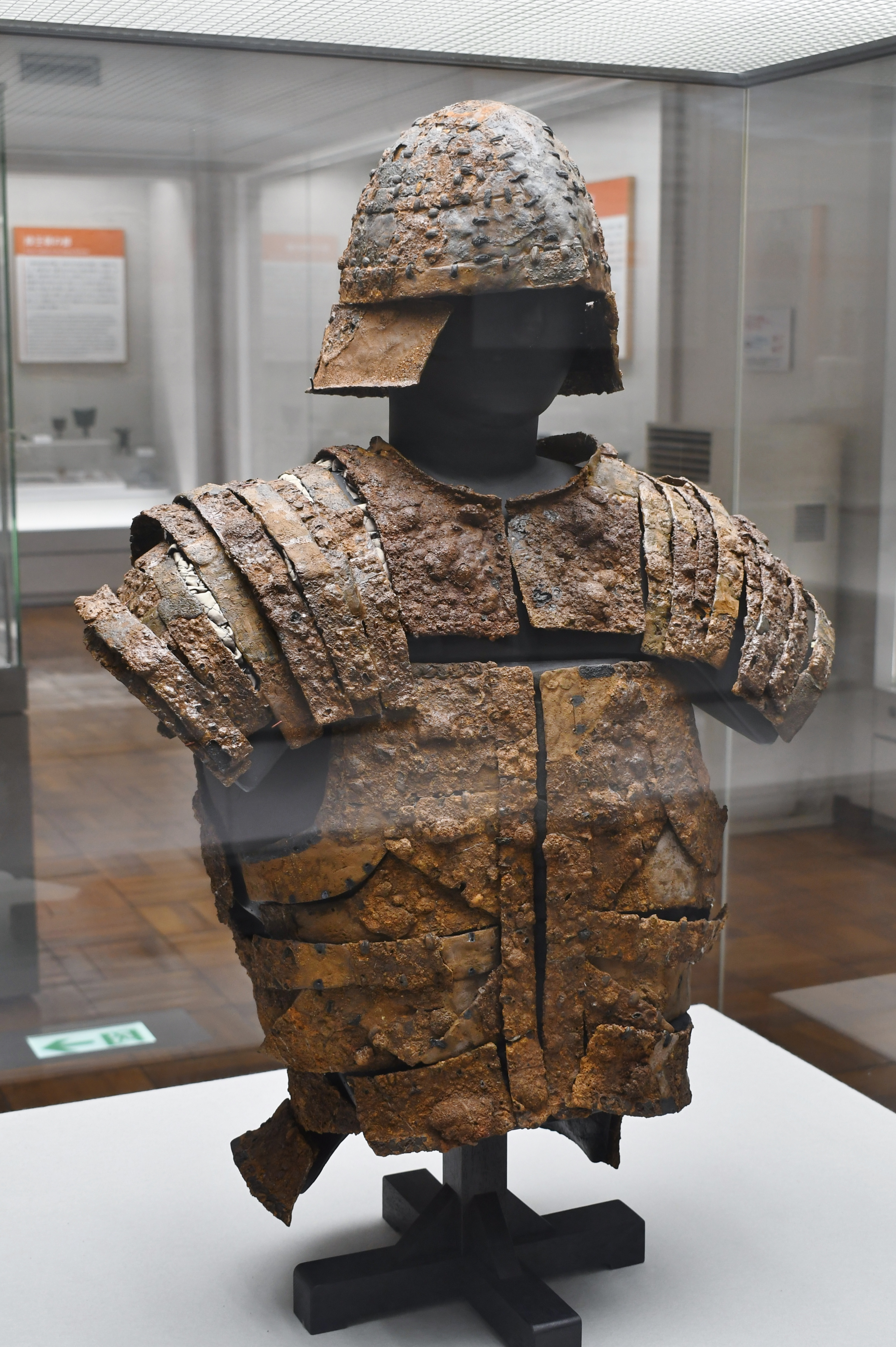
甲冑京都大学総合博物館展示。

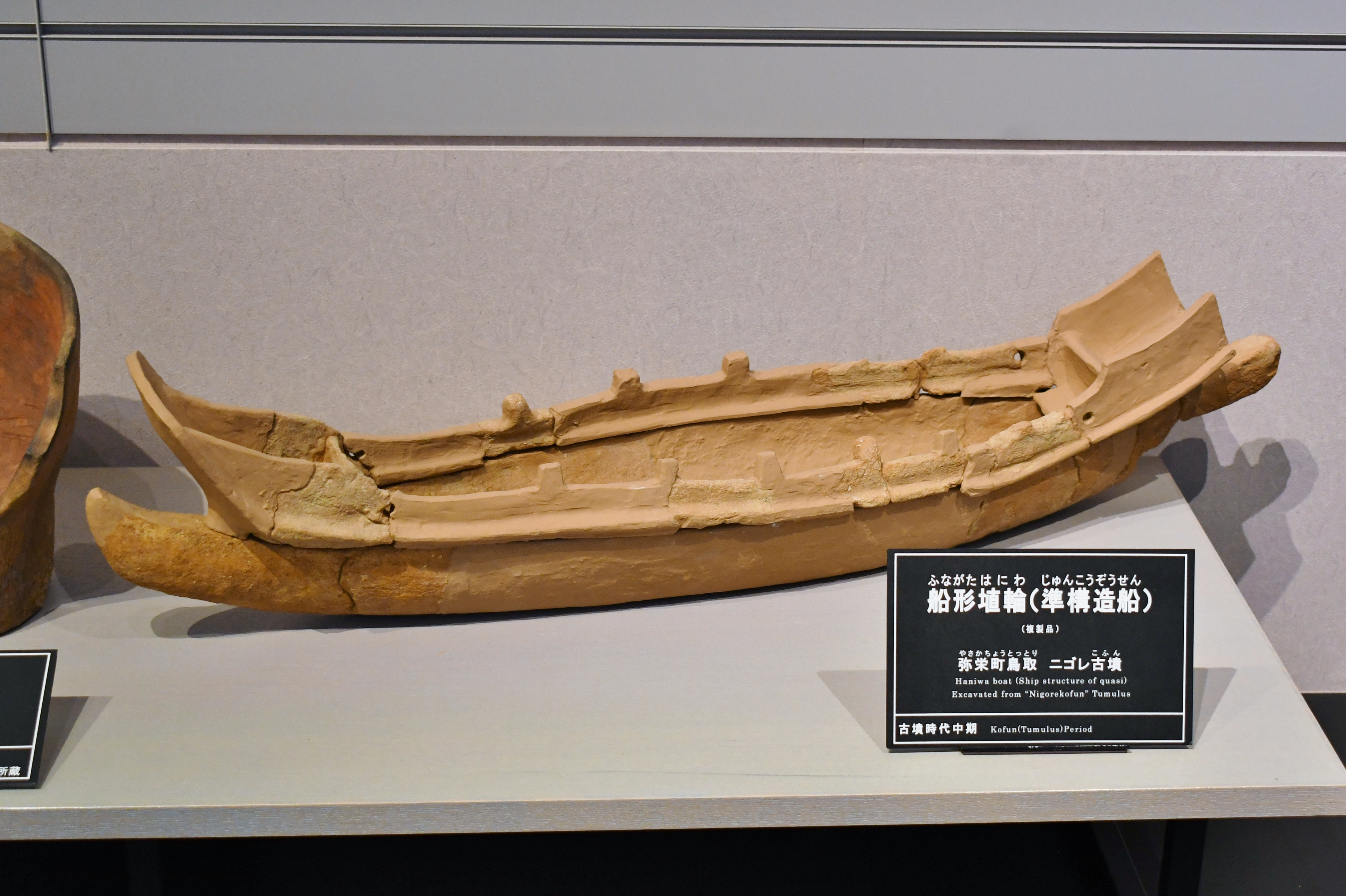
船形埴輪（複製）京丹後市立丹後古代の里資料館展示。

埋葬施設から出土した副葬品は次の通り。

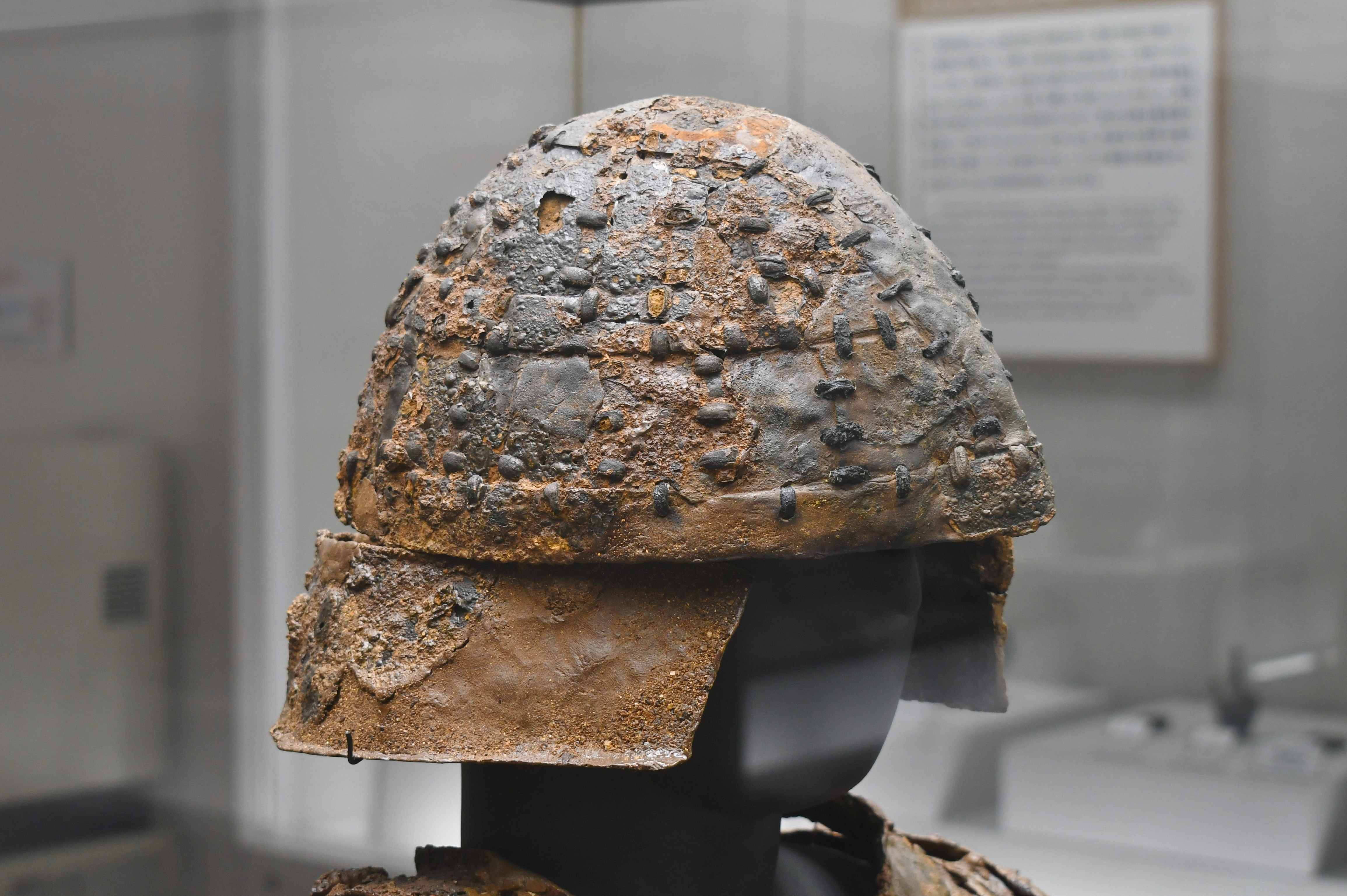
衝角付冑・板錣
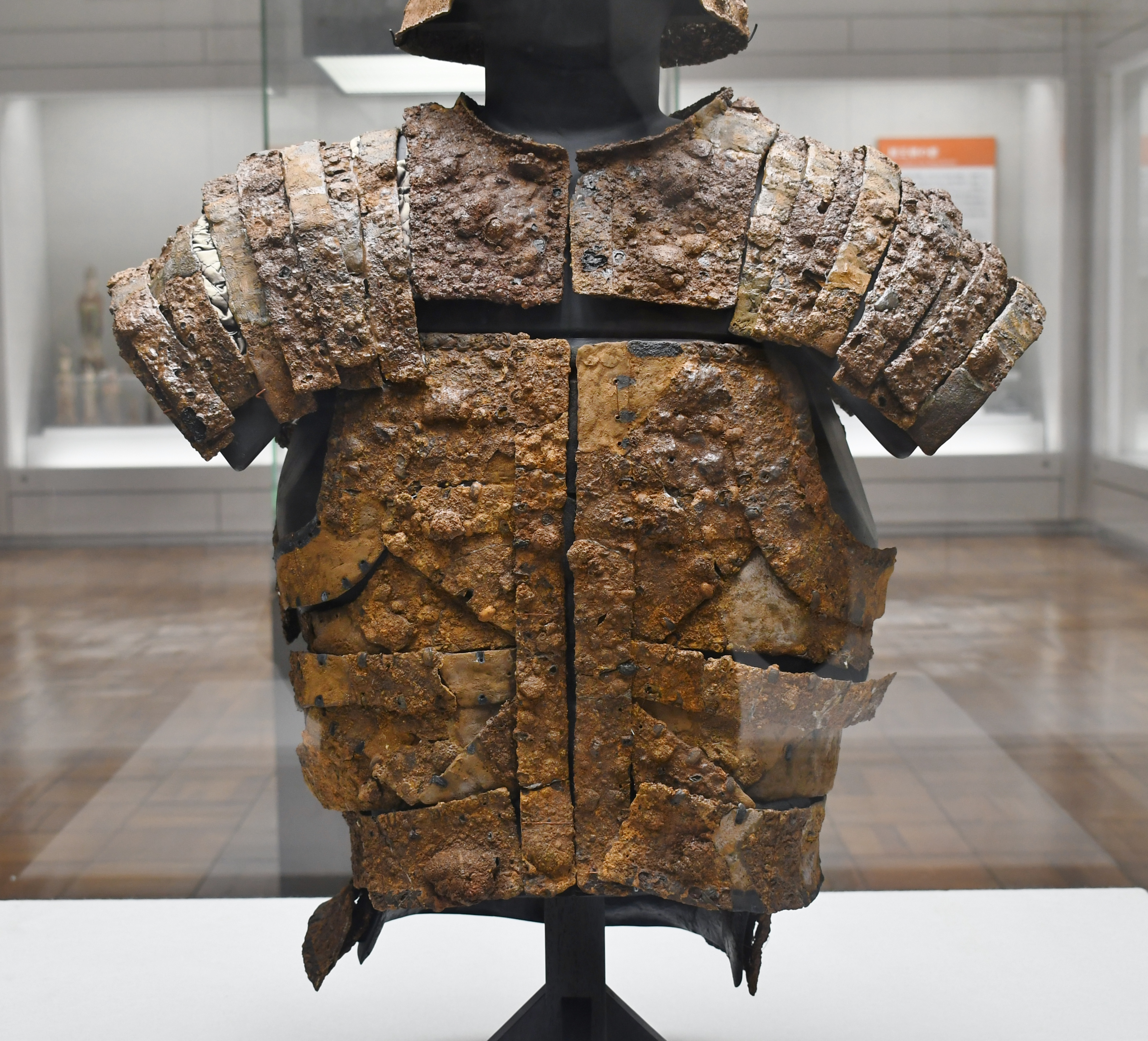
頸甲・肩甲・短甲

- 武器
  - 鉄剣 2
  - 鉄鏃 11
- 武具
  - 小札革綴衝角付冑
  - 板錣
  - 頸甲
  - 肩甲
  - 三角板革綴短甲

- 衝角付冑・板錣
- 頸甲・肩甲・短甲

## 関連施設
- 京都大学総合博物館（京都市左京区吉田本町） - ニゴレ古墳の出土品を展示。
- 京丹後市立丹後古代の里資料館（京丹後市丹後町宮） - ニゴレ古墳出土の船形埴輪複製を展示。

## 関連文献
（記事執筆に使用していない関連文献）
- 天理大学博物館学研究室 編『ニゴレ古墳』 京都府弥栄町文化財調査報告第5集、弥栄町教育委員会、1988年。
- 『弥栄ニゴレ古墳とその周辺』 特別陳列図録24、京都府立丹後郷土資料、1989年。
- 小笠原好彦「家形埴輪の文様 -京都府ニゴレ古墳の場合-」『郵政考古紀要』第14号、郵政考古学会、1989年4月、39-48頁。